# Vasile Pogor
Vasile Pogor (n. 20 august 1833, Iași, Moldova – d. 20 martie 1906, Bucium, Buciumi, Iași, România) a fost om politic, publicist și poet român, care a îndeplinit în mai multe rânduri funcția de primar al municipiului Iași.

## Biografie
Vasile Pogor s-a născut la data de 20 august 1833 în orașul Iași, ca fiu al comisului V. Pogor și al Zoei Cerchez. A studiat la pensionul Malgouverne din orașul Iași, după care (din anul 1849) și-a continuat studiile secundare, apoi cele juridice la Paris. 
După revenirea sa în țară, a intrat în magistratură, lucrând ca membru la Tribunalul Iași (1857-1858) și la Curtea de Apel Iași (din 1859). A participat la coaliția politică care a complotat pentru detronarea lui Alexandru Ioan Cuza. După schimbarea regimului politic, Vasile Pogor este numit ca prefect al județului Iași (februarie 1866) și deputat în Adunarea Constituantă din 1866. 

A fost inițiat la 14 martie 1866, în loja masonică ieșeană „Steaua României”, într-o lună de zile primind gradele de Companion și Maestru al aceleiași loji. La 5 noiembrie 1866, Marele Orient al Franței îi eliberează o diplomă, prin care îi recunoaște gradul 18.
A deținut apoi funcția de vicepreședinte al Curții de Apel Iași (1869-1870, 1875-1876). 
Intră în politică, ca membru al grupării "junimiste". După ce o scurtă perioadă deține funcția de ministru al Cultelor și Instrucțiunii Publice (20 aprilie - 23 mai 1870), Vasile Pogor va fi ales în mai multe rânduri ca primar al municipiului Iași (februarie 1880 - 26 aprilie 1881, 7 iunie 1888 - 7 iunie 1891, 30 mai 1892 - 11 noiembrie 1894).
În calitate de primar al Iașului, Vasile Pogor s-a făcut remarcat prin următoarele:
- a fost artizanul proiectului Teatrului Național din Iași, în perioada administrației sale demarând lucrările de construire.
- este autorul unui proiect de realizare a unei căi ferate „Iași-Dorohoi direct prin Iași și nu prin Cucuteni”.
- a contractat un credit de 4.000.000 de lei, în data de 25 ianuarie 1891, pentru asfaltarea străzilor, construirea noului Abator și ridicarea a zece școli primare.
- în perioada administrației sale, au demarat lucrările de construcție a Băii Comunale și s-a dat startul la cele de canalizare a orașului.

Ulterior, Vasile Pogor a fost și deputat, devenind din anul 1891 membru fondator al Partidului Constituțional ("junimist"). A trecut la cele veșnice la data de 20 martie 1906 în localitatea Bucium (astăzi cartier al municipiului Iași).

## Activitate literară
Vasile Pogor a fost unul dintre fondatorii societății Junimea și ai revistei Convorbiri literare, unde a colaborat cu versuri, scrieri în proză și traduceri. A tradus din Horațiu, Goethe, Hugo, Gauthier, Baudelaire ș.a.
Puținele sale poezii originale (Pastelul unei marchize, Melancolie, Magnitudo Parri, Sfinx egiptean ș.a) au totuși un aer de prospețime și o pronunțată nuanță de umor.